# ピンク・フラッグ
『ピンク・フラッグ』(Pink Flag)はイギリスのポストパンクバンド、ワイヤーのデビューアルバム。1977年12月発売。

## 背景
1976年に結成されたワイヤーは翌1977年4月1日、ロンドンのコヴェント・ガーデンにあるThe Roxyにて行われていたパンク・フェスティバルでライヴ演奏を行った。そのパンク・フェスの演奏を音源化しようとしていた、当時EMIのA&Rだったマイク・ソーンに声をかけられ、バンドはハーヴェストと契約し、12月に本作でデビューを果たした。

## 評価
結成当時のメンバーは楽器にすら触ったことがない初心者だったこともあり、本作には長くて3分台、短いもので1分に満たない荒削りでパンキッシュな楽曲が収録された。また、その演奏能力を逆手に取ったミニマルなリフの繰り返しやシンプルなコード進行、基本的なロックのフォーマットを無視した曲構成や展開は、後続のアーティストに多大な影響を及ぼした。ローリング・ストーンが選ぶオールタイムベストアルバム500（2020年版）で310位に選ばれた。NMEも同名リストの378位に本作を選んだ。ピッチフォーク・メディアは1970年代のトップアルバム100の22位に本作を選出。

## 収録曲
特筆ない限りブルース・ギルバート、グレアム・ルイス、コリン・ニューマン、ロバート・ゴートゥベッドの作詞・作曲

### A面
1. ロイター "Reuters" - 3:03
2. フィールド・デイ・フォー・ザ・サンデイズ "Field Day for the Sundays" - 0:28
3. スリー・ガール・ルンバ "Three Girl Rhumba" - 1:23
4. エクス・ライオン・テーマ "Ex Lion Tamer" - 2:19
5. ロウ・ダウン "Lowdown" - 2:26
6. スタート・トゥ・ムーヴ "Start to Move" - 1:13
7. ブラジル "Brazil" - 0:41
8. イッツ・ソー・オヴィアス "It's So Obvious" - 0:53
9. サージョンズ・ガール "Surgeon's Girl" - 1:17
10. ピンク・フラッグ "Pink Flag" - 3:47

### B面
1. ザ・コマーシャル "The Commercial" - 0:49
2. ストレイト・ライン "Straight Line" - 0:44
3. 106 ビーツ・ザット "106 Beats That" - 1:12
4. ミスター・スーツ "Mr. Suit" - 1:25
5. ストレンジ "Strange" - 3:58
6. フラジャイル "Fragile" - 1:18
7. マネキン "Mannequin" - 2:37
8. ディファレント・トゥ・ミー "Different to Me" （アネット・グリーン） - 0:43
9. チャンプス "Champs" - 1:46
10. フィーリング・コールド・ラヴ "Feeling Called Love" - 1:22
11. "12 X U" - 1:55

### CDリイシュー版ボーナス・トラック
1. ドット・ダッシュ "Dot Dash" （コリン・ニューマン、グレアム・ルイス） - 2:25 （1994年リイシュー版）
2. オプションズ・R "Options R" （グレアム・ルイス） - 1:36 （1989年／1994年リイシュー版）

## 参加ミュージシャン
- ブルース・ギルバート - ギター
- ロバート・ゴートゥベッド - ドラムス
- グレアム・ルイス - ベースギター
- コリン・ニューマン - ボーカル、ギター (#5, #15)